# 得寶花園

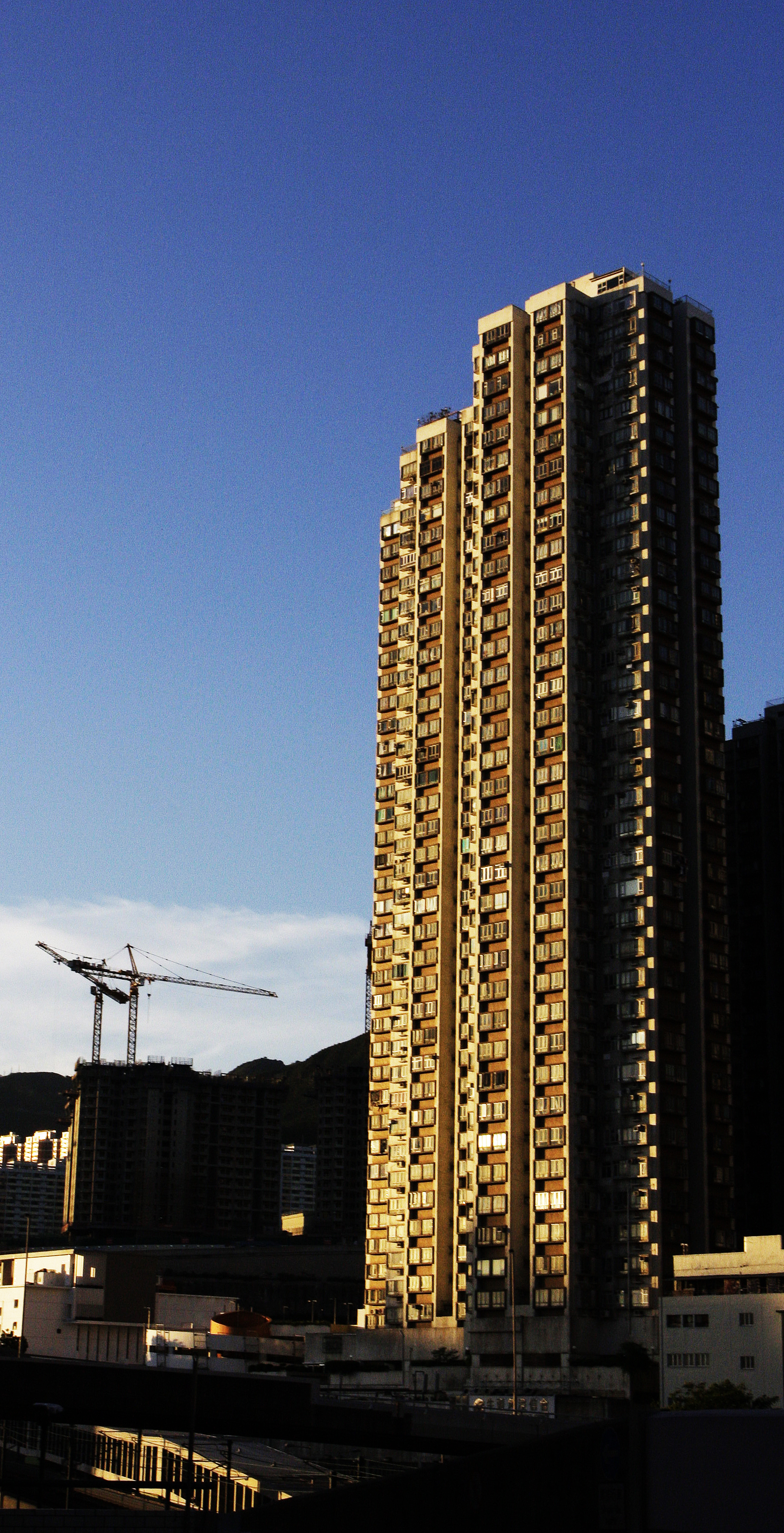
得寶花園向牛頭角道外觀

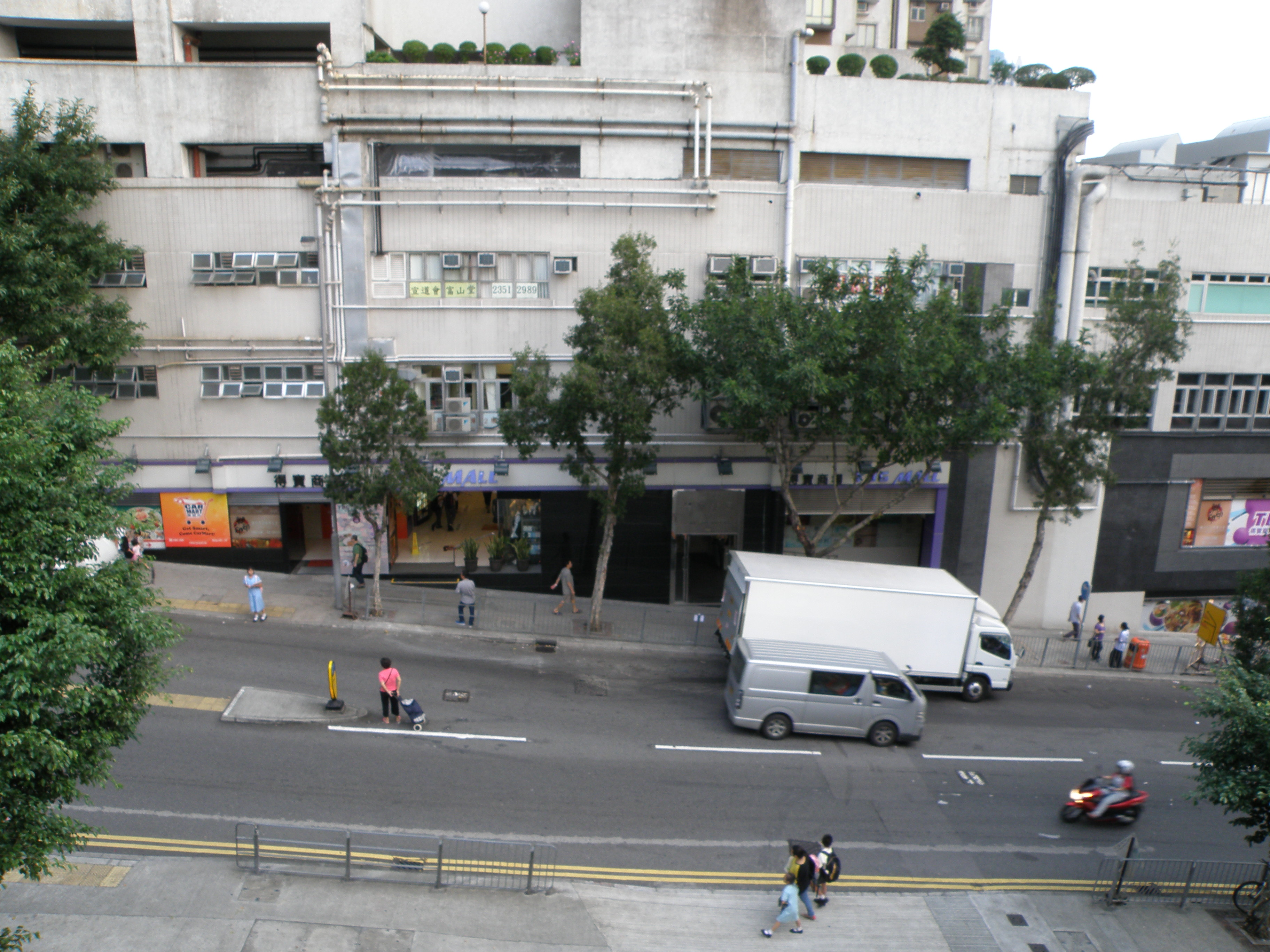
得寶商場外貌

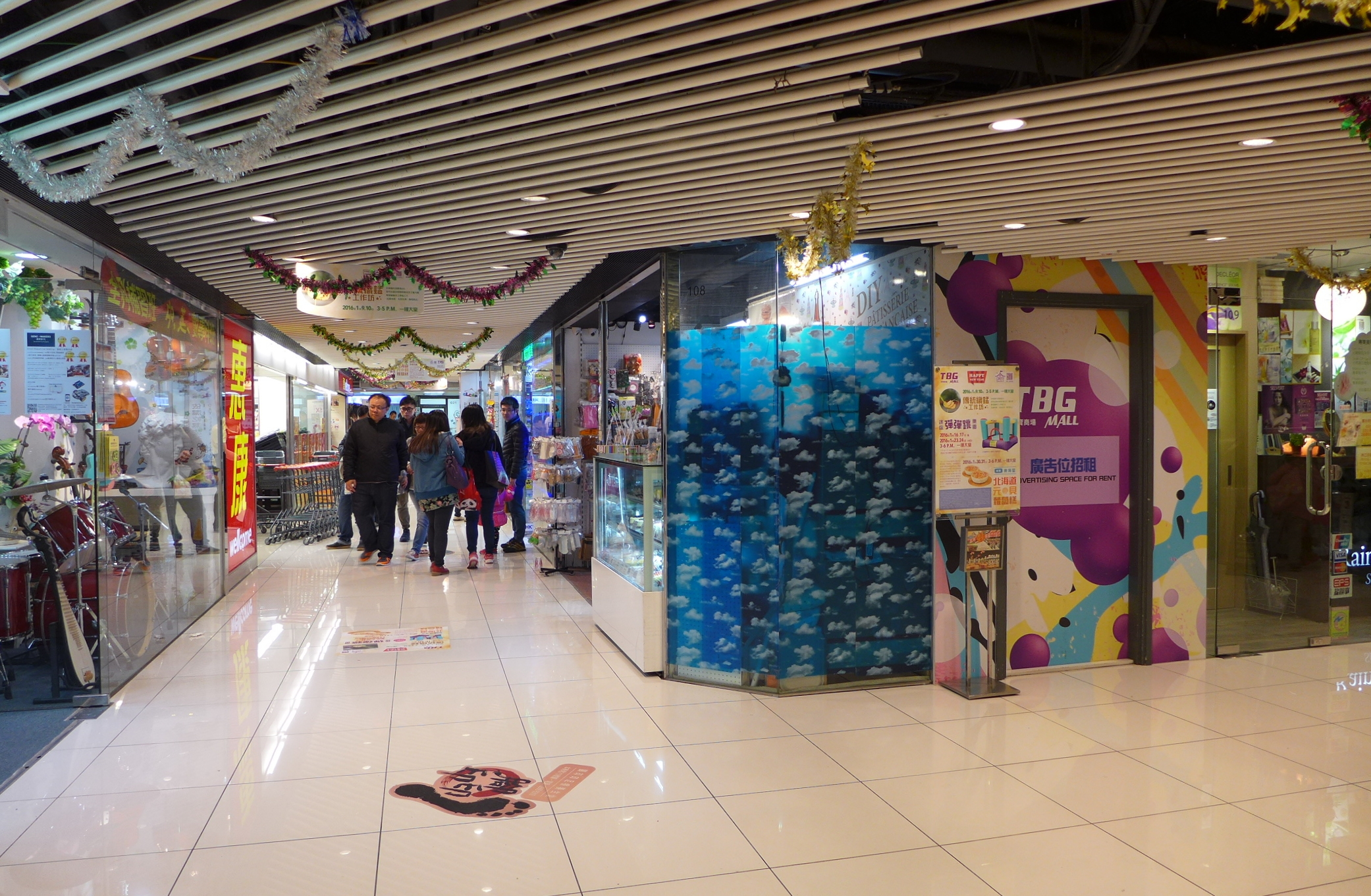
得寶商場地下商店

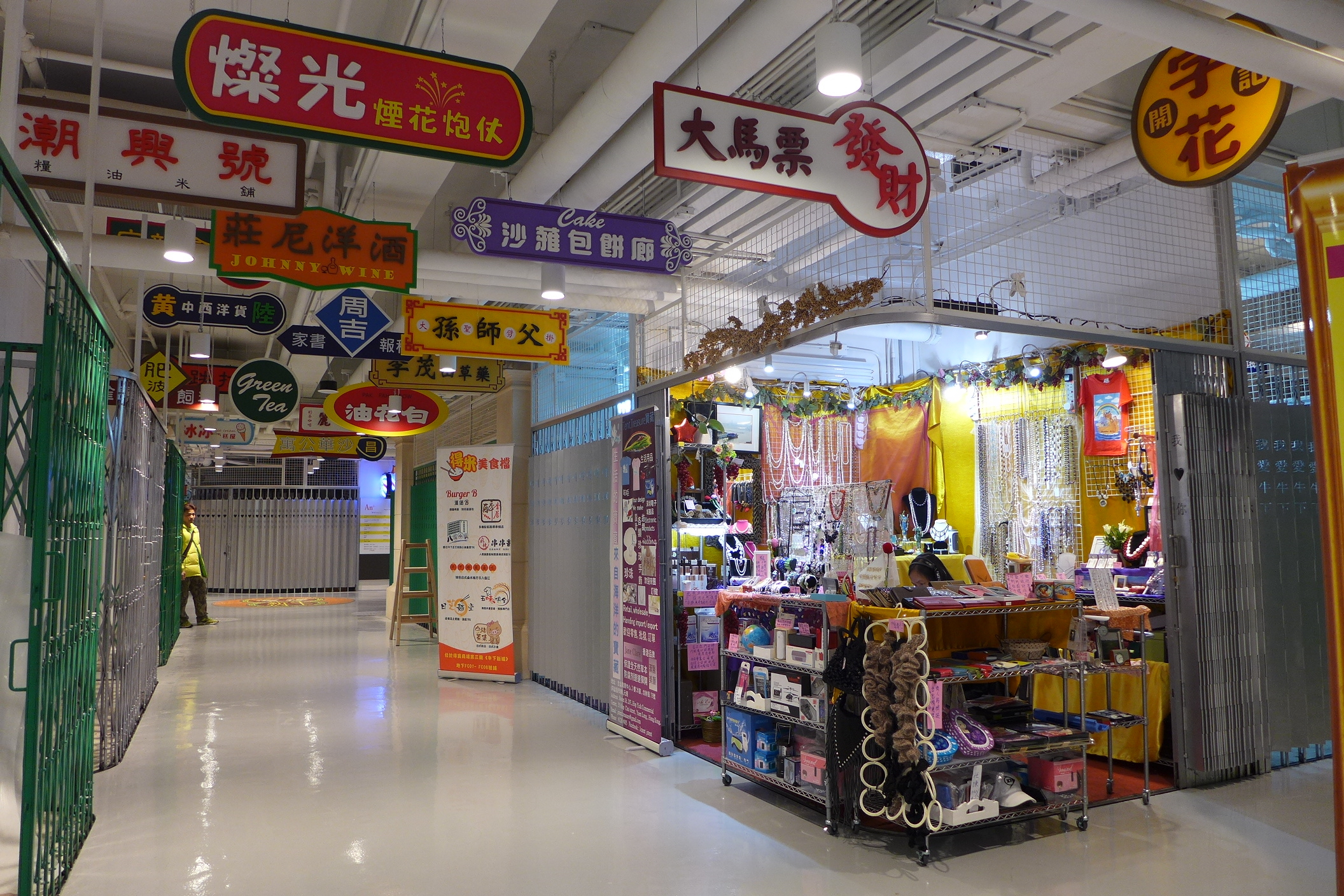
得寶商場「牛下新城」佈滿懷舊擺設（已拆卸）

得寶花園（英語：Tak Bo Garden），位於香港九龍佐敦谷牛頭角道3號，是一個私人屋苑，由恒基兆業地產、永泰建業及新世界發展聯合發展，1984年11月26日落成，現時由港深聯合物業管理負責管理。基座地下至四樓為得寶商場，基座部份二樓、大部份三樓及至四樓全層為停車場。

### 住宅
屋苑設有8幢住宅樓宇，提供2016個住宅單位，B、C、F至H座為第一期，A、D及E座為第二期。5樓為平台花園及泳池，A至D座的6樓至40樓及E至H座的6樓至33樓為住宅。單位主要以建築面積311和397平方呎的無睡房及1睡房小型單位為主，建築面積489至530平方呎兩睡房單位約佔25%，可由牛頭角道（G座基座）或彩雲道（C座基座）兩個地面出入口各以3部住客升降機直達五樓住宅平台進出。。

#### 樓宇
| 樓宇名稱（座號） | 門牌號碼    | 期數 | 落成年份 | 層數 |
| ---------------- | ----------- | ---- | -------- | ---- |
| A座              | 牛頭角道3號 | 2    | 1984年   | 35   |
| B座              | 牛頭角道3號 | 1    | 1984年   | 35   |
| C座              | 牛頭角道3號 | 1    | 1984年   | 35   |
| D座              | 牛頭角道3號 | 2    | 1984年   | 36   |
| E座              | 牛頭角道3號 | 2    | 1984年   | 28   |
| F座              | 牛頭角道3號 | 1    | 1984年   | 28   |
| G座              | 牛頭角道3號 | 1    | 1984年   | 28   |
| H座              | 牛頭角道3號 | 1    | 1984年   | 28   |

### 停車場
商樓部份二樓、大部份三樓及至四樓全層為停車場，停車場內設兩部升降機往返地下至五樓住宅平台，車輛由彩雲道一個二樓出入口進出，2010年曾進行翻新。

### 商場
得寶花園基座地下至四樓為得寶商場，可由牛頭角道（B座基座及G座基座）兩個地面出入口或彩雲道一個一樓出入口進出。2011年商場部份地下及部份一樓曾進行翻新並命名為TBG Mall 得寶商場。現時地下連鎖商戶有：7-11便利店、譚仔三哥、八方雲集、吉野家、惠康超級市場、價真棧等；現時一樓連鎖商戶有：薩莉亞、日本城。已結業連鎖商戶有：英皇教育、活學教育。
當中商場左邊（得寶花園A座基座）牛頭角道部份地舖（商場地下D1、Port B、Port A（連部份一至三樓）、E、F、G、H、J室）、商場右邊（得寶花園G、H座基座）地下及一樓全層，以及商場所有二樓、三樓及四樓均為業權分散從未翻新過，大部份面積用作基督教教會、護老院及停車場用途。
商場左邊部份位置前身為兩間戲院，後期專播三級片，外牆曾貼上電影甚至三級片海報，地鐵觀塘線彩虹站往九龍灣站架空路段的車內乘客能看見，兩間戲院相繼於1997年及1998年結業。基督教教會牛頭角浸信會於2000年6月以1,550萬元購入商場左邊地下Port A及部份一至三樓共約10,000平方呎自用，該基督教教會內有一部獨家的升降機及樓梯，地下為牛頭角道入口、一樓為圖書館、二樓及三樓為樓高兩層的禮堂，前身為奧斯卡戲院(牛頭角道)，1987年6月11日開業，只設一院共629個座位，1995年改裝後易名為東方奧斯卡設兩院分別為332及115個座位，1997年結業；商場左邊部份二樓（彩雲道）為精英桌球，前身為彩鳯電影院（彩雲道），1985年8月22日開業，只設一院共551個座位，1998年結業。
商場左邊部份二樓（A至J室）及部份三樓（A至O室）由數十間基督教教會購入自用，可由彩雲道一個地面出入口以樓梯進出，或透過住客升降機直達五樓住宅平台後再以停車場升降機往二至三樓經停車場前往，非常不便。當中二樓為耶穌基督後期聖徒教會、九龍灣平安福音堂、九龍城福音堂（得寶堂）。而三樓為基督徒信望愛堂、九龍灣平安福音堂、牛頭角靈光堂、加略山基督教會、基督門徒福音會（觀塘分會）、恩福堂、基督教宣道會富山堂、九龍城福音堂（得寶堂）。部份基督教教會購入多間單位作副堂之用。兩個樓層走廊、洗手間及樓梯裝修殘舊及欠缺空調系統。
商場右邊（得寶花園G、H座基座）一樓全層為新橋護老院，前身為1986年創校的英皇教育（後搬遷至九龍灣利基大廈），商場右邊二樓全層為得寶護老中心，商場右邊地下3a號舖設有兩部升降機及樓梯往返地下至一樓及二樓護老院。商場右邊地下2-17、20-37號舖為小店，地下走廊如地板、牆身、天花、仍保留1984年起原有舊裝修，空調系統欠佳，人流稀少。

#### TBG Mall 得寶商場（2011年起）
因應鄰近彩盈邨於2008年起陸續入伙及行人天橋興建，2011年，商場左邊（得寶花園B、C、D、E、F座基座）地下（商場地下A1-A7、K、1、18、19室）及商場左邊（得寶花園A、B、C座基座）大部份一樓被德滿投資有限公司購入，經翻新後命名為「TBG Mall 得寶商場」，地下及一樓各設洗手間，設四條扶手電梯，該翻新位置的地下A1-A7、FC01-FC08、101-138號舖開設譚仔三哥、八方雲集、惠康超級市場等商戶，一樓R1、R2、201-243號舖開設薩莉亞等商戶。當中有不少小店由九龍灣淘大商場搬遷至此。
而翻新位置的部份地下曾於2016年1月另作翻新後設 「牛下新城」（包括Mabaland親子空間遊樂園），以已拆卸的牛頭角下邨為設計概念，店舖採用鐵閘形式左右開啟而非玻璃門或拉閘，同時引入不少小店及設美食廣場，其中商戶「8座小食」曾於牛頭角下邨設檔，2017年，香港女子組合B.Gs曾於「牛下新城」拍攝新歌《聖誕要好玩》MV。但2021年「牛下新城」被惠康超級市場等商戶取代，而美食廣場則保留，而前惠康超級市場及Mabaland親子空間遊樂園位置開設街市一斗農林水產。
2023年，地下開設吉野家（由九龍灣淘大商場搬遷至此）。

## 鄰近建築
- 皓日（前身為淘大工業村）
- 嘉和園
- 彩雲道休憩處
- 彩盈邨
- 彩盈坊